# Sue Napier
Sue Napier (* 1. Januar 1948 in Latrobe, Tasmanien als Suzanne Deidre Braid; † 5. August 2010) war eine australische Politikerin.

## Leben
Sie wurde am Neujahrstag 1948 geboren und war die Tochter des Tasmanian-Legislative-Council-Mitglieds Harry Braid. Vom 2. Juli 1999 bis zum 20. August war sie die Parteivorsitzende der Liberalen Partei. Sie war Mitglied der Landesversammlung Tasmaniens in den Jahren 1992, 1996, 1998, 2002 und 2006.

## Tod
Im Jahr 2008 diagnostizierte man bei Napier Brustkrebs. Sie erlag der Krankheit am 5. August 2010.